# Pierre Longue (Le Croisic)
Pour les articles homonymes, voir Pierre Longue.
La pierre Longue ou menhir Signal est un menhir situé sur la commune du Croisic, dans le département français de la Loire-Atlantique.

## Historique
À l'origine, la pierre se trouvait de l'autre côté de la route, sur une hauteur, à l'emplacement actuel des blockhaus. C'est pour faciliter la construction de ces bunkers que la pierre est abattue pendant la Seconde Guerre mondiale. Elle n'est relevée et positionnée à son emplacement actuel que dans les années 1960.
Placé sur une hauteur, elle dominait jadis ce secteur de la côte sauvage du Croisic et se voyait de très loin, servant ainsi d'amer pour la navigation. Emmanuel-Armand de Vignerot du Plessis, duc d'Aiguillon et gouverneur de la Bretagne, ordonne en 1766 qu'on relève la pierre tombée accidentellement pour qu'elle continue à jouer ce rôle de signal. Pitre de Lisle du Dreneuc mentionne qu'à son époque la pierre était protégée par un mur circulaire en gros moellons.
La pierre est classée au titre des monuments historiques depuis 1889.

## Description
Le menhir est en granulite. Il mesure 2,40 m de hauteur. Henri Quilgars dans son Inventaire des mégalithes du pays de Guérande a émis des doutes sur son authenticité et signalé que dans un document daté de 1475, un second menhir est mentionné à proximité, dont il ne demeure aujourd'hui aucune trace et qui ne figure pas sur les photographies du début du siècle.
La pierre est gravée d'un croix entourée de deux cœurs, difficilement visibles, trace ancienne de christianisation d'une pierre considérée comme un symbole païen. Le clergé se plaignait encore au XIXe siècle que des jeunes filles dansaient autour du menhir et tentaient d'atteindre son sommet pour devenir fertiles.